# 謝超宗
謝超宗（430年—483年），陳郡陽夏縣（今河南省太康县）人，南朝宋、南朝齐官员。
他的祖父謝靈運是刘宋時臨川内史。他的父親謝鳳在元嘉年間因謝靈運的事情同受罪責，流放嶺南，早逝。謝超宗跟隨父親謝鳳到嶺南，元嘉末年才從嶺南回來。與慧休道人來往，好學，有文采，頗負盛名。初任官爲奉朝請。新安王劉子鸞是宋孝武帝寵愛的兒子，謝超宗被選補為王國常侍。新安王的母親殷淑儀逝世，謝超宗撰寫了誄文奏報皇帝，皇帝大爲感嘆贊赏，説：“謝超宗很有“凤毛”，恐怕是謝靈運再世吧。”當時右衛將軍劉道隆在侍坐席上，起身出來迎候谢超宗，説：“聽説你有奇異之物，可讓我見見嗎?”谢超宗説：“一無所有的家庭，還有什麽異物呢?”劉道隆是一介武人，没有學問，正冒犯了他父親的名諱，對谢超宗説：“今早侍宴，皇帝説你有鳳毛。”谢超宗赤脚回到内室，刘道隆以爲要在房里尋找鳳毛，一直到天黑等不到，才離去。
謝超转任新安王撫軍行参軍。泰始初年，謝超宗爲建安王司徒參軍事，尚書殿中郎。泰始三年，都令史駱宰商議考選奏議策試秀才、孝廉的標準提出：五問都答好了爲上等，五問答出四問或三問的爲中等，只答出二問的爲下等，五問只答出一問的為不合格，不能及第。謝超宗的意見與此不同，簡短的話語可以判决訴訟案件，簡短的言詞可以挫敗众人，《春秋》褒貶人物，《論語》評論興衰，都不用很多話作出判斷。表述事情的深奥，剖析事理的能力，哪裏一定要依賴文牘才算切合治理的方法。不用擔心不能對答完問题，要擔心的是對答的是平淡無奇老生常談。結果詔旨下達按駱宰的説法辦。
謝超宗升任司徒主簿，丹陽丞。建安王刘休仁引薦他做司徒記室，正員郎，兼尚書左丞中郎。因説話耿直得罪了僕射劉康，降職爲通直常侍。萧道成爲領軍，喜欢谢超宗才華，衛將軍袁粲聽説了，對萧道成説：“謝超宗爲人開明，很可以和他議事。”於是調任他為長史、臨淮太守。袁粲被殺，萧道成以謝超宗為義興太守。昇明二年，因公事而獲罪免職。謝超宗到東府門上自述事情的原委，那天有風，天氣寒冷，萧道成對四旁客人说：“這位客人來了，可以使人不穿衣服而自然温暖了。”謝超宗坐下以後，飲了幾杯酒，言辭勃發，妙語連珠，萧道成對他很是喜歡。
萧道成接受禪讓，谢超宗任黄門郎。有關官員上奏齐高帝萧道成要撰作郊廟歌，齐高帝令司徒褚渊、侍中謝朏、散騎侍郎孔稚圭、太學博士王咺之、總明學士劉融、何法冏、何曇秀等共十人为作者，只有謝超宗的歌辭被選用了。謝超宗爲人依仗才氣任性酗酒，對人多有輕浮，在禁中當值也常是醉酒。齐高帝召見，談及北魏的事，谢超宗说：“虜人南下侵略已經二十年了，就是佛祖出來也對他們没有辦法。”因失禮贬出京城爲南郡王中軍司馬。有人問他説：“再有朝廷的任命，當在什麽府衙？”谢超宗因爲心有怨恨，回答説：“不知是司馬，以爲是司驢，既然是驢府，正當是司驢了。”此話被有關官員奏知朝廷，朝廷因他心懷怨恨免去他的官職，禁止他十年不准做官。後司徒褚渊因護送湘州刺史王僧虔，途中閣道崩壤，掉在水中；僕射王儉又受惊光着脚掉下車來。谢超宗拍掌笑道：“落水三公，墜車僕射。”褚彦回從水中起來，衣服濕透了，形象狼狽。谢超宗原在王僧虔船上，大聲説：“有天理在呀，天所不能容，地所不能接受。將他丢給河伯，河伯也不要。”褚渊大怒説：“窮書生傲慢無禮。”谢超宗说：“我不能出賣袁粲、劉秉而得到富貴，怎能不是窮書生？”
齐武帝即位，命谢超宗掌管整理國史。授任竟陵王的征北諮議，兼管記室，更不得志。谢超宗給他兒子娶張敬兒的女兒爲妻，武帝對他很是懷疑。到張敬兒被殺，谢超宗對丹陽尹李安民説：“往年殺韓信，今年又殺彭越，你有什麽應對的辦法？”李安民將這些話全報告了武帝。武帝讨厌谢超宗輕薄傲慢，指使兼中丞袁彖奏議將谢超宗交付廷尉。武帝雖然准許了袁彖的奏議，但又以爲他的奏議言辭反復運疑，因此又命左丞王逡之彈劾袁彖，説他：“輕描淡寫，不認真上奏，實際上是違法曲斷而寬容犯罪，請求罷免袁彖現任官職。”武帝下韶説：“袁彖隱瞞真情，欺騙朝廷，愛惜朋友，蒙騙君主，免去官職，十年不用。”谢超宗被逮捕投入廷尉獄中，一夜之間頭髪全部變白。武帝将他流放越雋，行到豫章，武帝又让豫章内史虞悰賜他自盡，但不要傷害他的尸體。第二年，谢超宗門生王永先又告發谢超宗兒子谢才卿死罪二十餘條。武帝懷疑是不實之辭，将谢才卿交付廷尉去辯論，以所告不實受到寬恕。王永先在狱中自尽。